# Sant'Antonio da Padova in Via Merulana (titolo cardinalizio)
Sant'Antonio da Padova in Via Merulana (in latino Titulus Sancti Antonii Patavini de Urbe) è un titolo cardinalizio istituito da papa Giovanni XXIII il 12 marzo 1960 con la costituzione apostolica Inter cetera. Il titolo insiste sulla basilica di Sant'Antonio da Padova, nel rione Esquilino, rettoria e luogo sussidiario di culto della parrocchia dei Santi Marcellino e Pietro al Laterano.
Dal 30 settembre 2023 il titolare è il cardinale portoghese Américo Manuel Alves Aguiar, vescovo di Setúbal.

## Titolari
- Peter Tatsuo Doi (31 marzo 1960 - 21 febbraio 1970 deceduto)
- António Ribeiro (5 marzo 1973 - 24 marzo 1998 deceduto)
- Cláudio Hummes, O.F.M. (21 febbraio 2001 - 4 luglio 2022 deceduto)
- Américo Manuel Alves Aguiar, dal 30 settembre 2023